# Rámečkový hledáček

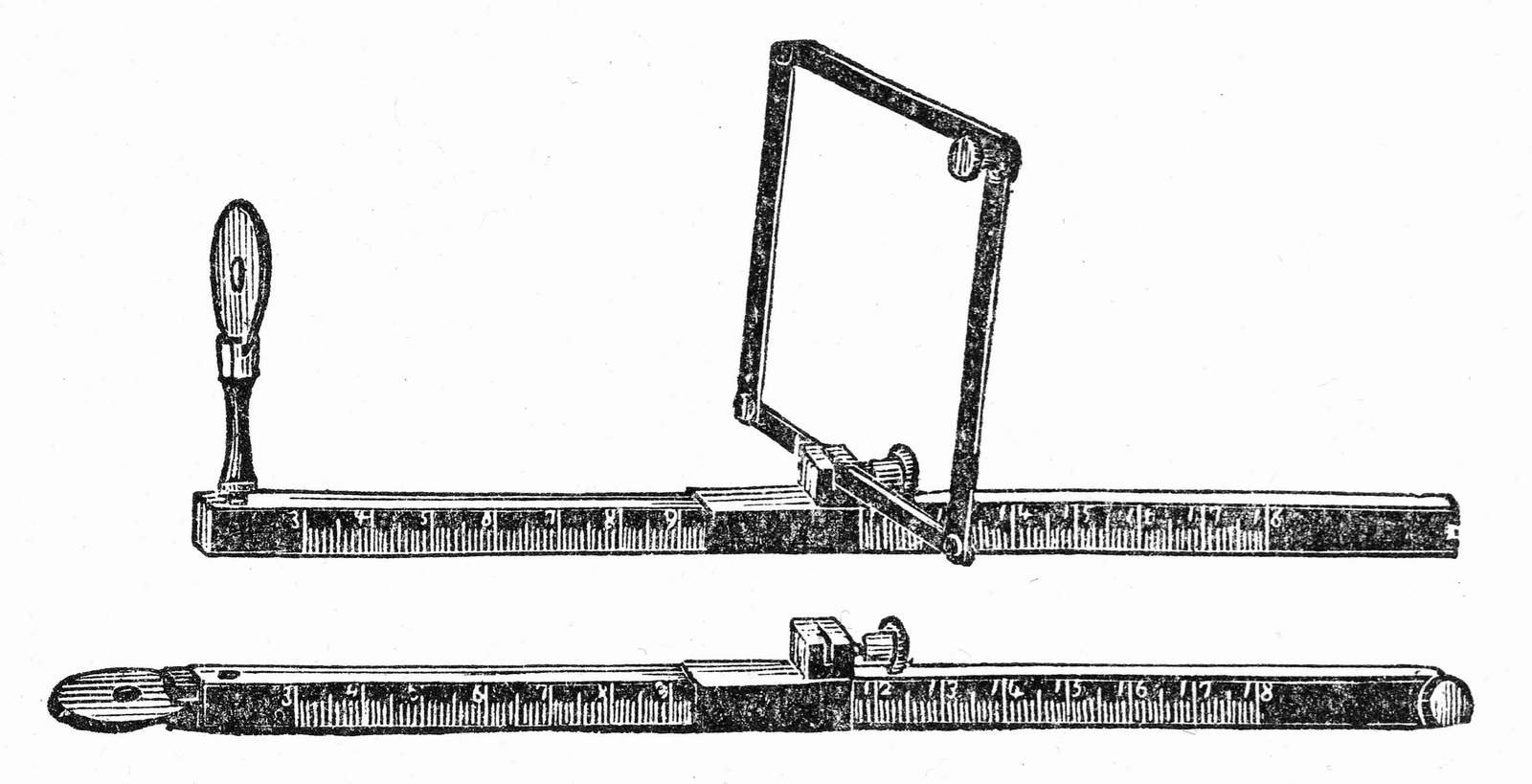
Rozebíratelný rámečkový hledáček, okolo 1900

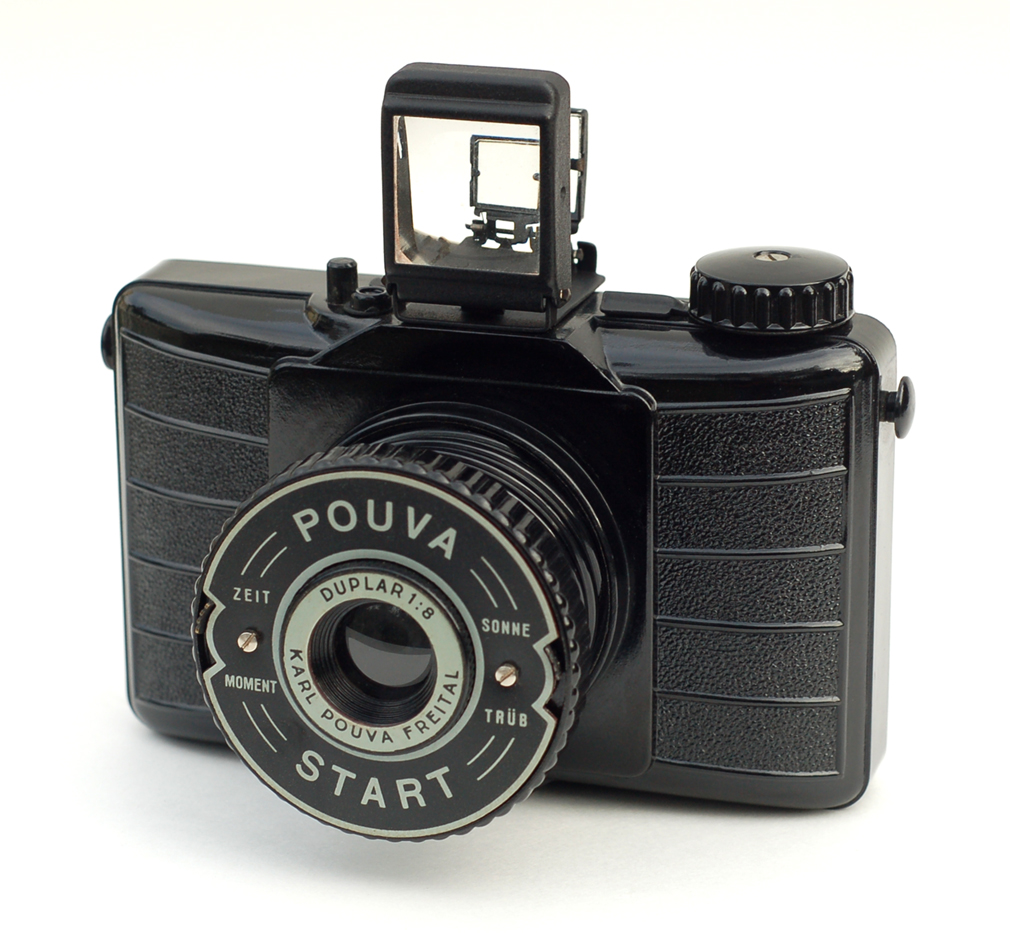
Pouva Start s vysunutým rámečkovým hledáčkem, asi 1950

Rámečkový hledáček, sportovní hledáček, ikonometr je zařízení fotoaparátů umožňující kontrolu a orámování snímané scény.

## Popis
Rámečkový hledáček se skládá z kovové tyčky vybavené milimetrovou stupnicí, na které je namontovaný malý posuvný rámeček. Na jednom konci je malý disk s otvorem (s hledáčkovým zaměřovačem). Pohled skrze malý otvor a rámeček umožní požadovanou kontrolu snímané scény.
Velikost rámečku a vzdálenost otvoru se řídí podle použité ohniskové vzdálenosti a úhlu obrazového pole použitého objektivu. Hodnoty jsou přednastaveny na kovové tyčce. 
Sklopným rámečkovým hledáčkem byly později vybavovány kompaktní fotoaparáty (handcamera).

## Galerie

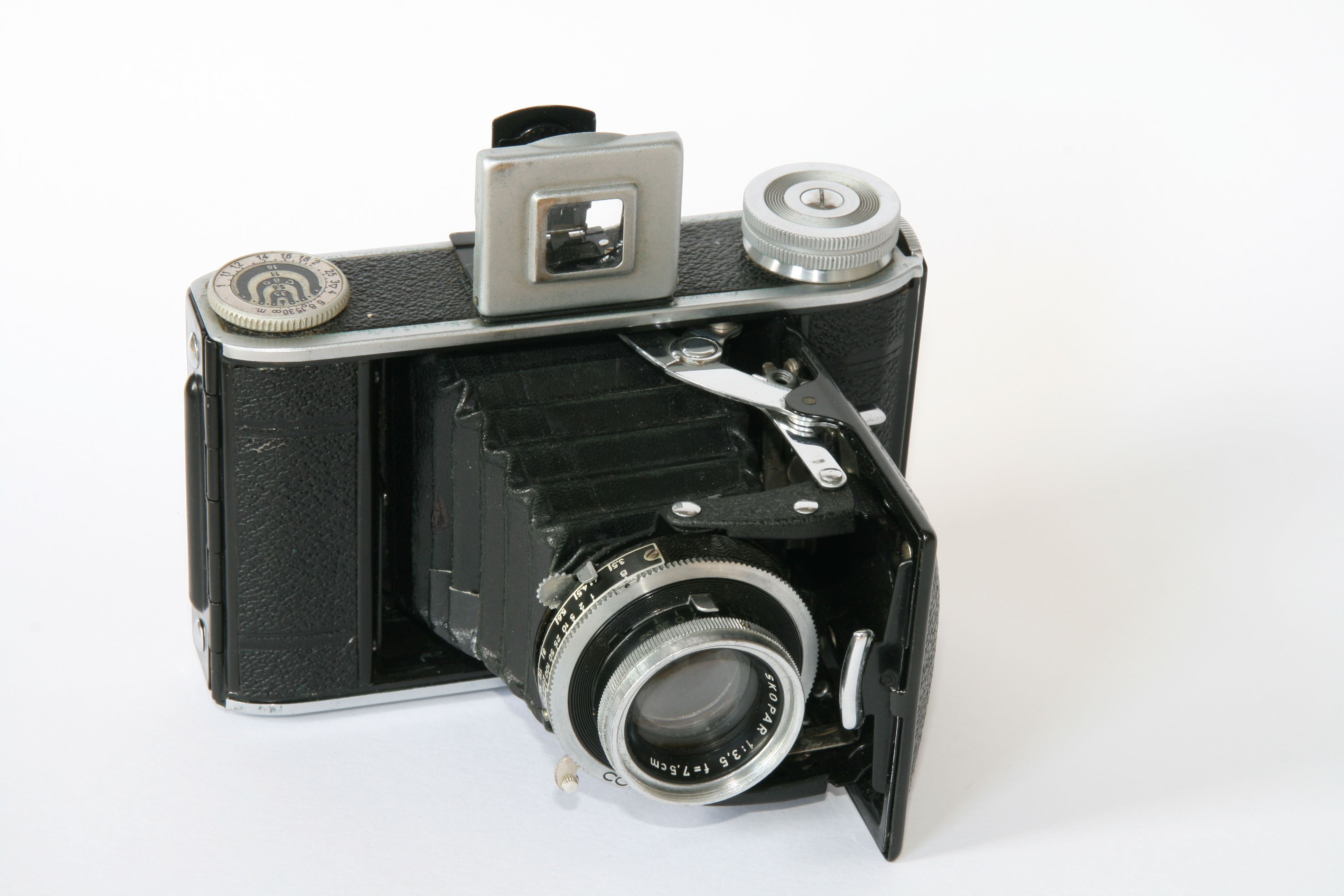
Voigtländer Bessa 66
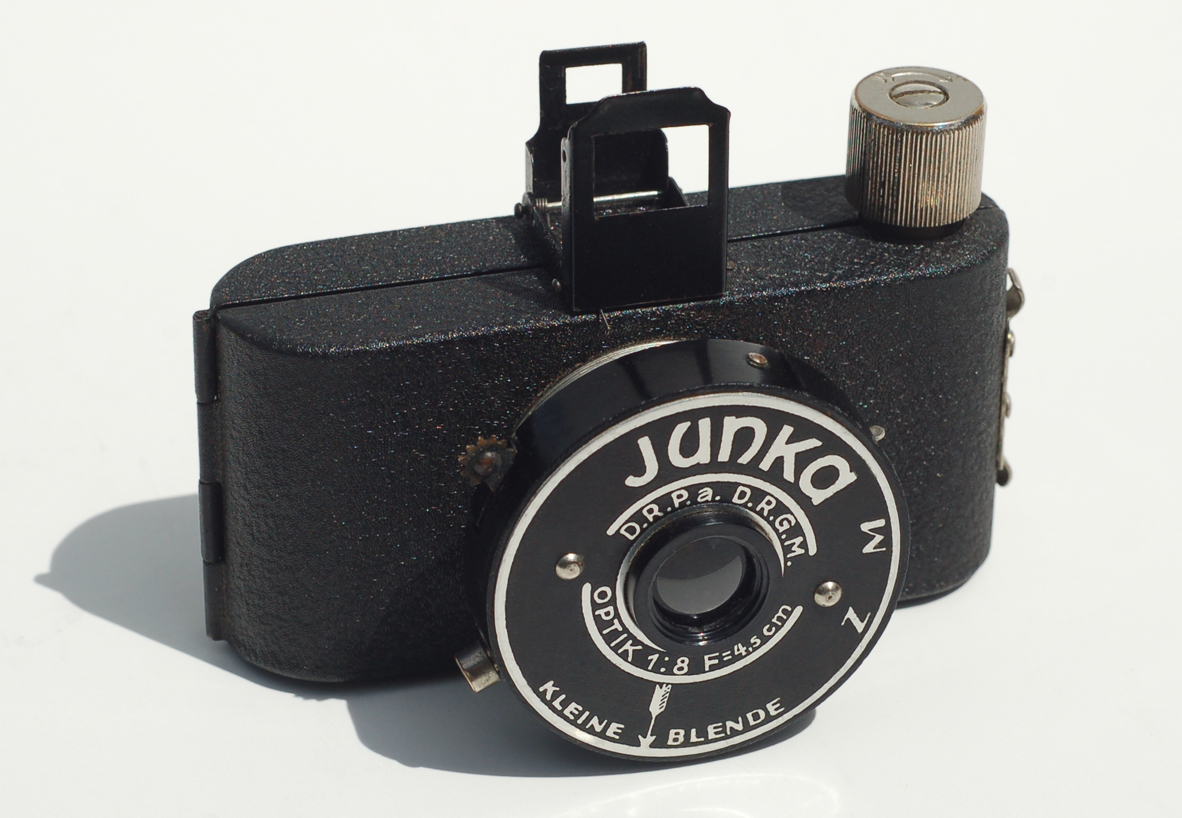
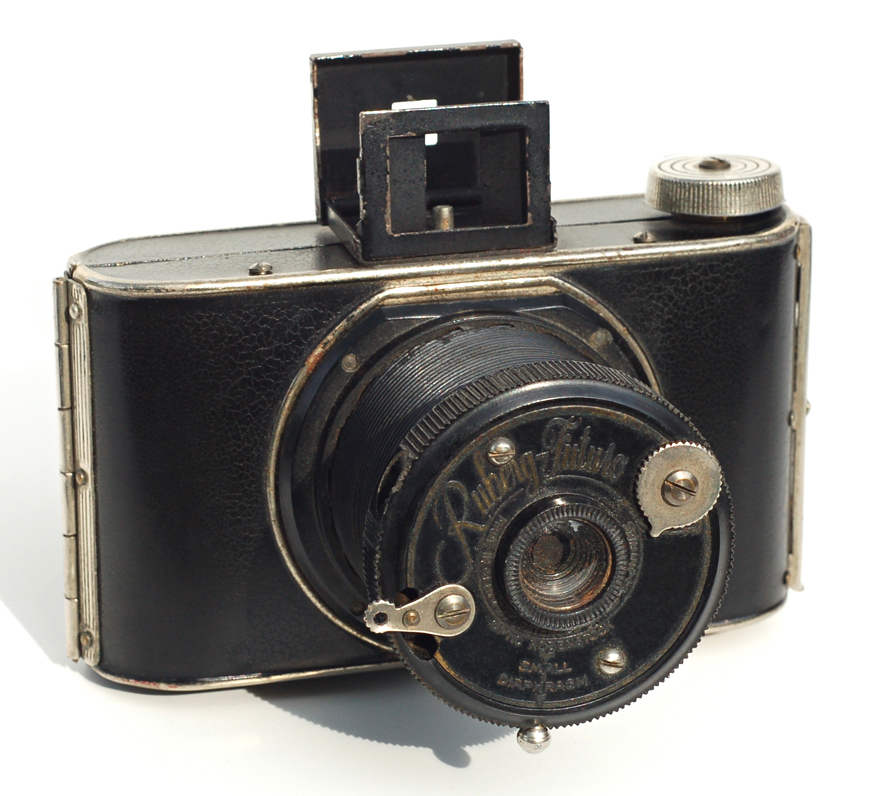